# يوييدو
يوييدو (بالإنجليزية: Yoi Island أو Yeoui Island) هي جزيرة كبيرة في نهر الهان في سيول، كوريا الجنوبية. وهي منطقة التمويل والخدمات المصرفية الاستثمارية الرئيسية في سيول. وتبلغ مساحتها 8.4 كيلومتراً مربعاً وموطنناً لحوالي 30,988 شخصاً. 

## أصل التسمية
اسم الجزيرة يعني «يمكنك الحصول عليها،» أي «غير مجدية». وسبب ذلك هو أنه كلما غمر نهر هان، بقت رقعة صغيرة من الأرض مرتفعة فوق مستوى المياه.

## المهرجانات

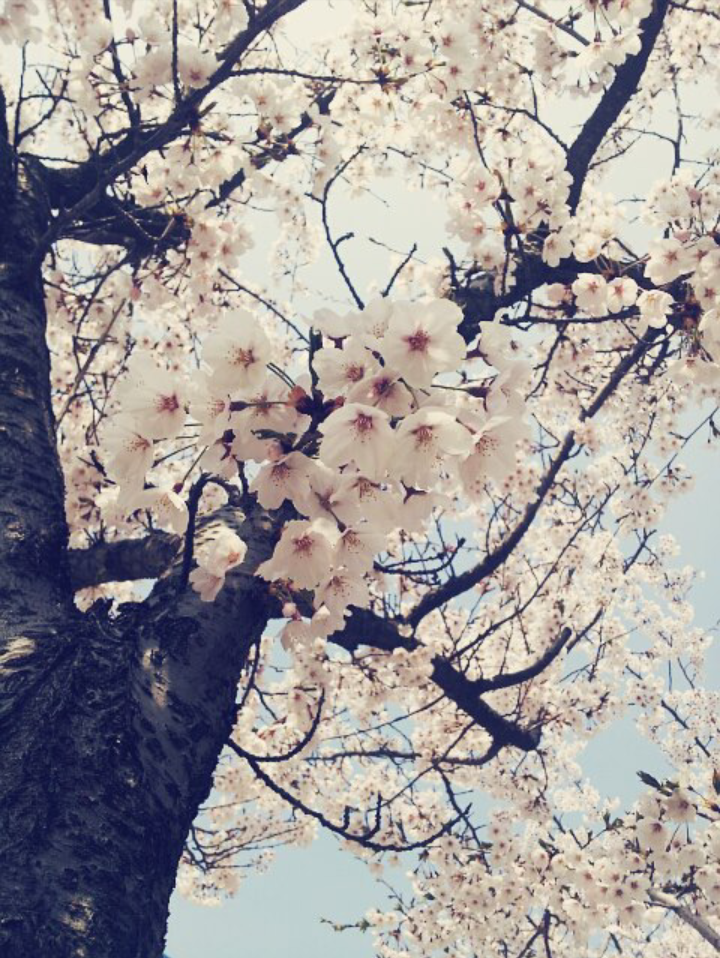
مهرجان زهور الكرز

كل شهر أبريل، يعقد مهرجان زهور الكرز في شوراع يوييدو. في أيام السبت في أكتوبر مهرجان سيول العالمي للألعاب النارية يعقد في حديقة هانغانغ.

## المواصلات

### الحافلات
هناك أربعة خطوط الحافلات مشغلة تعمل في يويدو:
- الحافلات الصفراء تمشي في الطريق الدائري في يويدو فقط.
- الحافلات الحمراء تذهب لعدة طرق مختلفة في جميع أنحاء يويدو فقط.
- الحافلات الخضراء والزرقاء يربطون يويدو بالعديد من النقاط الأخرى في سيول.

### الجسور
هناك 3 جسور بين يويدو ومابو: جسر مابو ‏،جسر سيوغانغ ‏، وجسر وونيو ‏. 

### محطة المترو
بعد أن كانت معزولة لعدة قرون. يوييدو الآن متصلة على نحو وثيق بشبكة المواصلات في سيول. خط مترو سيول 5 وخط 9 الذي يتقاطع في محطة يويدو. الخط 5 يتوقف أيضا في محطة يوينارو. كما يتوقف الخط 9 في محطة سيتانغ ومحطة التجمع الوطني.

## معرض صور

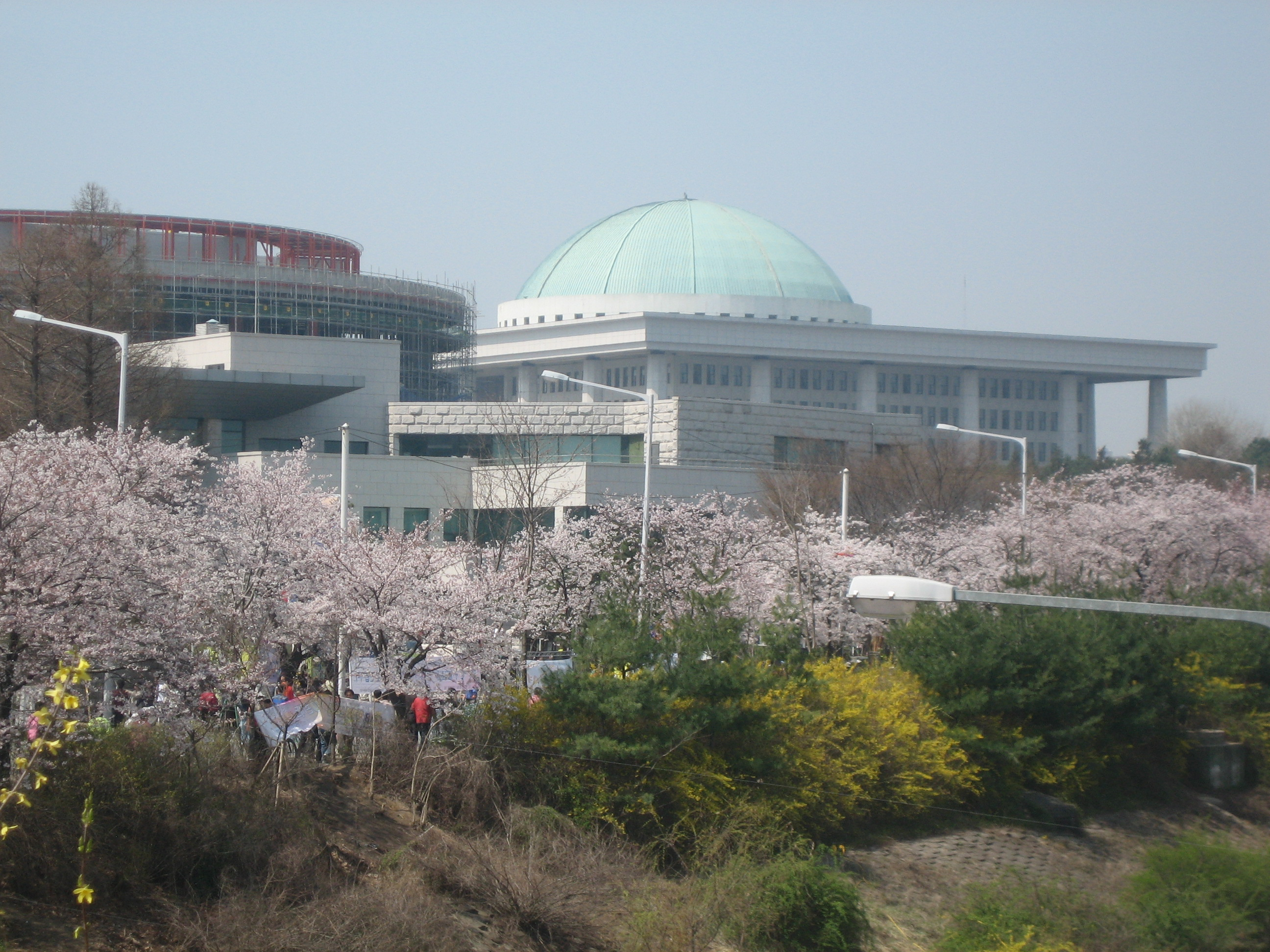
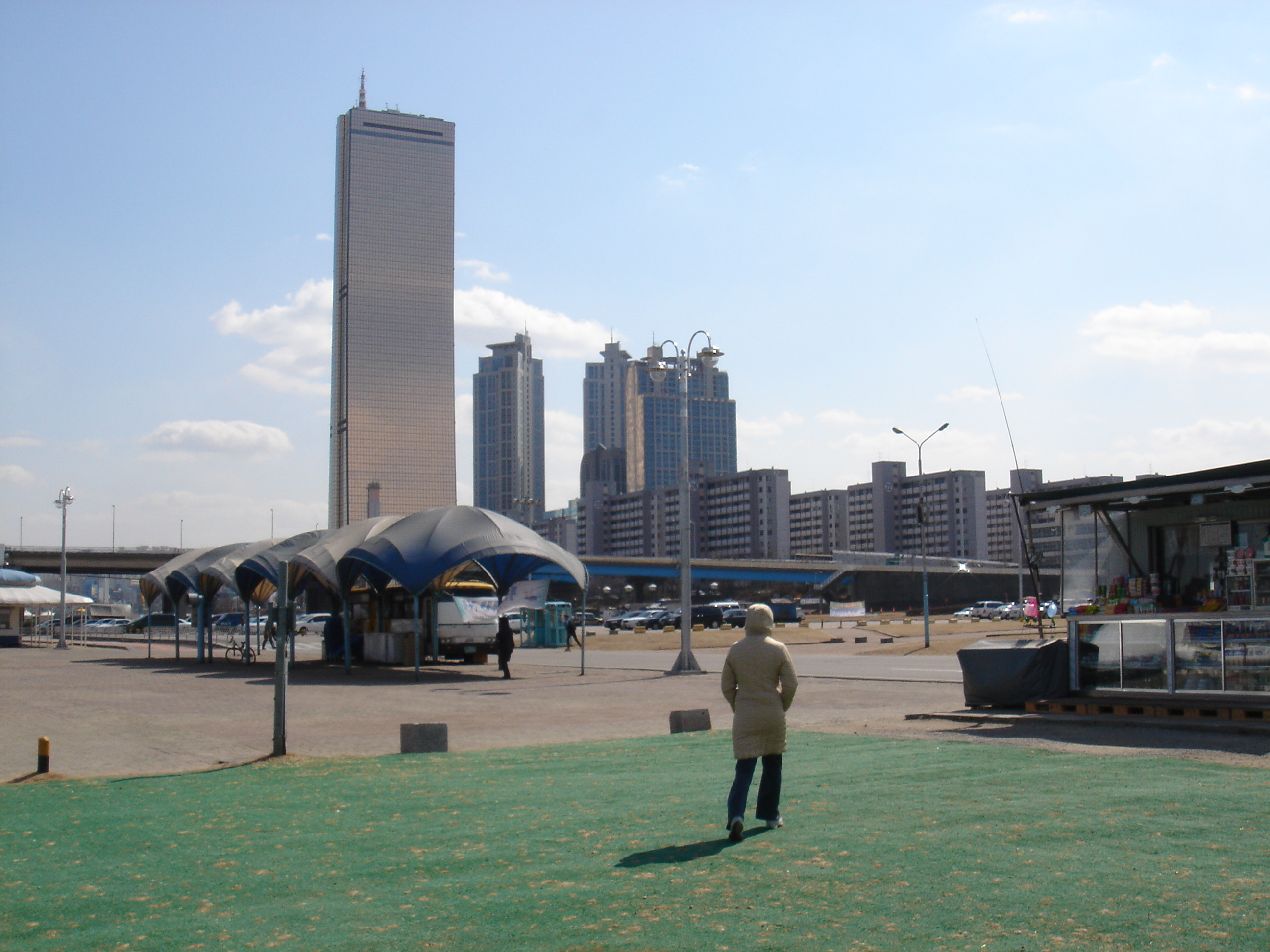
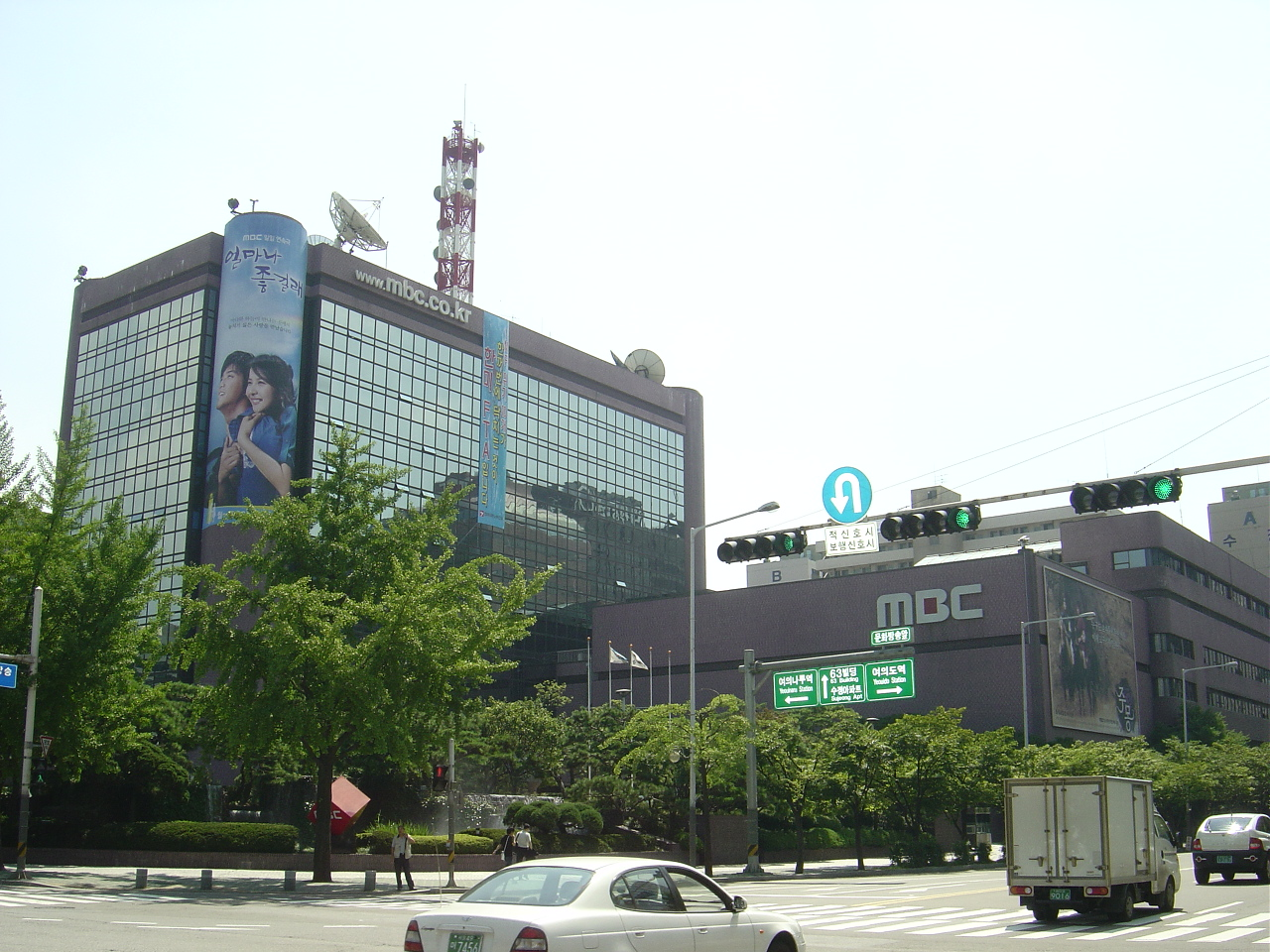

## وصلات خارجية
- Yeouido-dong website[وصلة مكسورة]
- Yeouido : Seoul Official Tourism (English)[وصلة مكسورة]
- Tour2Korea profile of the island[وصلة مكسورة]
- Yeuoido Spring Flower Festival 2007